# 憧夢超女大戦
憧夢超女大戦（どうむちょうじょたいせん）は、1994年11月20日に東京ドームで行われたプロレス興行である。全日本女子プロレスの興行として行われた。

## 概要
FMW女子部の乱入が契機となって生まれた女子プロレスの団体対抗戦と女子プロレスブームの頂点とも言える興行。会場も川崎市体育館、両国国技館、横浜アリーナと年々大きくなり、一年前の1993年に東京ドームで行うことが決定した。
最大の目玉は（当時、一般的知名度のない）北斗晶の引退と優勝賞金1千万円がかかったV★TOPWOMANトーナメントであった。しかし、V★TOPの代表選定よりカード編成を優先してしまい、トーナメント出場者は先送りになりLLPWに関しては代表決定リーグを行うも、結局トップの神取忍より実力、人気共に劣るイーグル沢井に決定したり、FMWのナンバー2だったコンバット豊田を出すなど、話題に欠けメインの決勝（北斗引退試合）もアジャが北斗の引退を受け止められず自身も試合途中で足を痛め、リング上で棒立ちしているのがやっとと言う状態にまで悪化し涙を流す暗い雰囲気で終わり、試合後北斗は「来年も東京ドームがあるなら必ず戻ってくる」と一礼し、優勝記念ベルトを花道に置き、そのままリングを去った。
前年の横浜アリーナ興行で客は終電に間に合わず寒さの中、日跨ぎで始発待ちしたりタクシーに乗ろうにも長い行列ができ自転車の盗難も頻出したことが一般誌にも報道されていた。にもかかわらず、この興行でも予定より試合開始がどんどん遅れ、このままでは明らかに終電で客が帰れないとわかった時点でも次の試合が始まるまでの時間が長く特設された長い花道を各レスラーが順番にのんびり歩いたりプロレスと関係ないブラスバンドの演奏を行う等、とにかく予定された演出を全部見せることを優先。22時を過ぎた頃に15分間休憩を取るも観客のブーイングで中止となった。その後も多くの客から「早くしろ」と怒号が飛んでも客を終電までに帰すための機転や柔軟性は見られず不手際な進行を続け、終演が午前0時頃となり、またも終電に間に合わない客が続出。秋の寒空のなか始発の時間までゲート前の通り、階段のあちこちで雑魚寝という異様な光景となった。午後2時から翌日午前0時頃まで続いたこの興行は前述のエンディングと合いまって多くのファンの怒りを買い、女子プロレスブームの終焉へ繋がる興行となった。

## 全試合結果
1994年11月20日東京ドーム
観衆4万2500人（満員）＝主催者発表
第1試合　超女大戦オープニング・マッチ
20分1本勝負
○チャパリータASARI、ボンバー光（片エビ固め、6：53）矢樹広弓、菅生裕美●
第2試合　憧夢超ミゼット小戦
ミゼットプロレス
時間無制限1本勝負
○グレート・リトルムタ、ブタ原人（1-0）角掛X●
○リトルムタ（STF、4：46）角掛X●
※負けた角掛は角掛Xのキャラを永久追放。
第3試合　全日本ジュニア選手権＆ジュニア未来闘争リーグ優勝戦
20分1本勝負
○キャンディー奥津（原爆固め、8：52）玉田りえ●
第4試合　テキスト・オブ・レスリング
30分1本勝負
○みなみ鈴香（エビ固め、9：33）KAORU●
第5試合　全女ファイティング・グローブⅡ
異種格闘技戦
2分5R
○前川久美子（判定、3-0）みゆき●
第6試合　女子アマチュアレスリング1stチャレンジ
アマチュアレスリング
4分1R
○ブリンド（判定、7-5）浜口京子●
第7試合　女子アマチュアレスリング1stチャレンジ
○山本美憂（判定、4-1）ゴメス●
第8試合　全女VSシュートレスリング格闘技対抗戦
異種格闘技戦（3分5R）
○石本文子（判定、2-1）伊藤薫●
第9試合　ビッグハートパワーコンテスト
30分1本勝負
○長与千種（エビ固め、8：39）レジー・ベネット●
第10試合　全女VSLLPW憧夢サバイバル・ウォー
30分1本勝負
○神取忍、二上美紀子（ワキ固め、11：29）渡辺智子、山田敏代●
第11試合　UWA世界女子タッグ選手権
60分1本勝負
○三田英津子、下田美馬（体固め、15：36）紅夜叉、長嶋美智子●
第12試合　レジェンド・オブ・メモリアルファイト
エキシビションマッチ
10分1本勝負
ライオネス飛鳥、小倉由美（時間切れ引き分け）バイソン木村、ジャガー横田
第13試合　ブリザードYukiデビュー戦
30分1本勝負
○ブリザードYuki（体固め、12：01）吉田万里子●
第14試合　V★TOP WOMAN日本選手権トーナメント1回戦
30分1本勝負
○コンバット豊田（原爆固め、16：54）堀田祐美子●
第15試合　V★TOP WOMAN日本選手権トーナメント1回戦
30分1本勝負
○北斗晶（片エビ固め、11：18）イーグル沢井●
第16試合　V★TOP WOMAN日本選手権トーナメント1回戦
30分1本勝負
○アジャ・コング（エビ固め、17：17）豊田真奈美●
第17試合　V★TOP WOMAN日本選手権トーナメント1回戦
30分1本勝負
○ダイナマイト・関西（ダイハード関西、17：38）井上京子●
第18試合　ミス・レスリングユニバースタッグサミット
45分1本勝負
○工藤めぐみ、福岡晶（エビ固め、14：03）キューティー鈴木、井上貴子●
第19試合　みちのくプロレス憧夢ルチャ天国
みちのくプロレス6人タッグマッチ
60分1本勝負
○ザ・グレート・サスケ、SATO、獅龍（エビ固め、21：45）スペル・デルフィン、新崎人生、愚乱・浪花●
第20試合　V★TOP WOMAN日本選手権トーナメント準決勝
60分1本勝負
○北斗（体固め、5：47）豊田●
第21試合　V★TOP WOMAN日本選手権トーナメント準決勝
60分1本勝負
○アジャ（片エビ固め、12：22）D.関西●
第22試合　WWF世界女子選手権
60分1本勝負　
○ブル中野（体固め、9：27）アランドラ・ブレイズ●
第23試合　V★TOP WOMAN日本選手権トーナメント決勝戦
時間無制限1本勝負
○北斗（片エビ固め、20：24）アジャ●